# Кінець ї***ого світу
«Кінець ї***ого світу» (англ. The End of the F***ing World) — британський абсурдистський чорний драмедійний телесеріал, оснований на коміксах Чарльза Форсмена Кінець їбаного світу.  Восьмисерійний телесеріал стартував на телеканалі Channel 4 у Великій Британії 24 жовтня 2017, а 5 січня 2018 був ексклюзивно оприлюднений каналом Netflix для всього світу. У головних ролях знялися Алекс Лотер та Джессіка Барден.
Серіал розповідає історію 17-річного психопата Джеймса та його однокласниці Аліси, яка бачить у ньому шанс втекти від свого домашнього життя, яке її дратує.
Серіал отримав схвальні відгуки критиків, у тому числі за сценарій, ідею та її реалізацію, а також за акторську гру Лотера та Барден. Українською мовою перший сезон серіалу було озвучено студією Кіноманія у червні 2018, а другий сезон - студією Quam Project у березні 2020.
У серпні 2018 серіал офіційно подовжили на другий сезон, прем'єра якого відбулася 5 листопада 2019 року. Чарлі Ковелл заявила, що не має наміру знімати третій сезон серіалу.

## Сюжет
| Сезон | Епізоди | Оригінальний показ | Мережа    |
| ----- | ------- | ------------------ | --------- |
| 1     | 8       | 24 жовтня 2017     | Channel 4 |
| 2     | 8       | 5 листопада 2019   | Netflix   |

Джеймс — 17-річний підліток, який вважає себе психопатом. Його хобі — убивати тварин, але з часом ця забава його знуджує. Після знайомства з 17-річною бунтівною однокласницею Алісою, він вирішує убити її, але пізніше закохується у неї, і вони вирушають у дорожню пригоду.

## У ролях

### Головні
- Алекс Лотер — Джеймс, 17-річний психопат[7]
  - Джек Віл — Джеймс у дитинстві
- Джессіка Барден — Аліса, бунтівна подружка Джеймса
  - Голлі Біші — Аліса у дитинстві
- Стів Орам — Філ, батько Джеймса
- Крістін Боттомлі — Ґвен, мати Аліси
- Наомі Акі — Бонні, коханка Клайва Хріна (сезон 2)
- Джемма Вілан — детектив Юніс Нун (сезон 1)
- Вунмі Мосаку — детектив Тері Дареґо (сезон 1)
- Баррі Ворд — Леслі, батько Аліси, наркоторговець (сезон 1)
- Навін Чодрі — Тоні, вітчим Аліси (сезон 1)

### Другорядні
- Кірстон Вейрінг — Деббі, колишня дівчина Леслі, із якою він має дитину;
- Джофф Белл — Мартін, сім'янин, який підкидає на своїй машині Алісу та Джеймса;
- Алекс Соєр — Тофер, юнак, якого зустрічає Аліса та з яким пробує зайнятися сексом;
- Джонатан Аріс — Клайв Хрін, багатий письменник та психопатичний ґвалтівник-убивця.

## Епізоди

### Сезон 1
| № | Епізод    | Режисер                        | Сценарист    | Дата показу    |
| --- | --------- | ------------------------------ | ------------ | -------------- |
| 1 | Епізод 1  | Джонатан Ентвісл               | Чарлі Ковелл | 24 жовтня 2017 |
| Сімнадцятирічний Джеймс вважає себе психопатом, позаяк ще дитиною задля того, щоб відчути хоч що-небудь він занурив руку в фритюрницю з олією, а також почав вбивати тварин. В школі він зустрічає бунтівну дівчину Алісу, яка має стати його першою людською жертвою. Він вдає зацікавлення дівчиною та починає зустрічатися з нею. Коли Аліса просить Джеймса незабаром здійснити для неї кунілінгус, хлопець підготовлює ножа та аналізує всілякі способи майбутнього вбивства. Аліса, однак, запізнюється на їхню зустріч, позаяк вона затрималась на домашній вечірці, на якій її вітчим порадив дівчині просто піти від них і ніколи більше не повертатися. Вона зрештою навідується до Джеймса і висловлює бажання поїхати разом із ним з їхнього містечка. З надією, що йому вдасться вбити її пізніше, Джеймс погоджується, б'є свого батька Філа в обличчя та викрадає його машину. |           |                                |              |                |
| 2 | Епізод 2  | Джонатан Ентвісл               | Чарлі Ковелл | 24 жовтня 2017 |
| Здобувши свободу, Аліса й Джеймс йдуть на лазертаг, обідають в кафе, але тікають звідти не оплативши рахунок. Вони також розбивають машину, коли Аліса намагається зробити мінет Джеймсу під час руху автівки. Їхня подорож продовжується автостопом, їх підкидає чоловік середнього віку на ім'я Мартін, який відразу викликає підозри в Аліси. У вбиральні ресторану, де вони зупинились перекусити, Мартін нюхає обпечену Джеймсову руку, а потім притуляє до свого члена; Джеймс не опирається, хоча це йому не до вподоби. Аліса стає свідком цього дійства та погрожує Мартіну поліцією, після чого забирає в чоловіка гаманець. Замовивши номер в готелі, Аліса йде плакати до ванни, а Джеймс невпевнено очікує з ножем за дверима. Він не наважується вбити її. Аліса дзвонить додому, але слухавку бере вітчим Тоні, який відмовляється покликати до телефону її матір Гвен, показуючи у такий спосіб домінантність над своєю дружиною. Аліса запитує Джеймса, чи він насправді хоче її, чи лише супроводжує її; він відповідає, що хоче. Відтак вони вирушають на пошуки Алісиного батька Леслі, який пішов від неї, коли їй було всього вісім років. |           |                                |              |                |
| 3 | Епізод 3  | Джонатан Ентвісл               | Чарлі Ковелл | 24 жовтня 2017 |
| Залишивши готель, Джеймс пропонує сісти на потяг, щоб дістатися до її батька. Аліса заперечує, позаяк побоюється, що батько її не впізнає, та пропонує на деякий час лягти на дно. Вони проникають до порожнього будинку письменника Клайва Хріна, якого якраз не було вдома. Того ж дня Аліса починає робити Джеймсу мінет, але хлопця відволікає фотографія Хріна. Розлючена дівчина йде на вулицю, де зустрічає Тофера та запрошує його до будинку, щоб переспати з ним на зло Джеймсу. Джеймс тим часом більш детально оглядає будинок та знаходить фотознімки та відеокамеру, на яких зображено жертви Хріна, який виявився серійним убивцею. Аліса, однак, втрачає зацікавлення в Тофері та в останній момент відмовляє хлопцеві у близькості. Розгніваний Тофер покидає будинок. Коли Аліса засинає, Джеймс не може наважитись на вбивство дівчини, позаяк відчуває, що закохався. Хрін повертається додому та знаходить на своєму ліжку сплячу Алісу. Хрін намагається зґвалтувати дівчину, але Джеймс вилазить із-під ліжка та прохромлює своїм мисливським ножем шию нападника.                                                                        |           |                                |              |                |
| 4 | Епізод 4  | Джонатан Ентвісл               | Чарлі Ковелл | 24 жовтня 2017 |
| Після невдалої спроби позбутися тіла, Джеймс і Аліса прибирають у будинку, щоб знищити усі докази їхньої присутності. Вони залишають біля тіла докази, які свідчать про те, що Хрін виявився психопатом та серійним убивцею. Джеймс ховає ножа у водостоці басейну. Тіло свого сина знаходить Хрінова мати, Флора, яка знищує фотознімки, але залишає записи на відеокамері. Розслідування проводять детективи Юніс Нун та Тері Дареґо, які допитують Тофера, який загубив у будинку свій гаманець. Тофер підтверджує присутність двох підлітків у будинку. Аліса відчуває недовіру до хлопця і тікає від нього. Хлопець усвідомлює своє зацікавлення дівчиною. Він платить підліткам, щоб вони його побили, а опісля йде в поліцію, щоб повідомити про вбивство. До нього приходить усвідомлення, що він не психопат. |           |                                |              |                |
| 5 | Епізод 5  | Джонатан Ентвісл і Люсі Черняк | Чарлі Ковелл | 24 жовтня 2017 |
| У поліцейському відділку Джеймс змінює свою думку та не повідомляє про вбивство Хріна. Він, однак, розповідає про самогубство матері, Ванесси, яка вчинила суїцид перед хлопцем одинадцять років тому, скерувавши свою машину у ставок. З думками про Алісу, Джеймс тікає з поліцейського відділку та повертається до кафе, де останній раз бачився з Алісою. Тим часом, Нун та Дареґо навідуються до Філа, який підтверджує, що підлітки втекли, викравши його автівку. Згодом детективи також допитують Алісиних батьків. Алісу затримує охоронець Еміль, коли дівчина намагається вкрасти з магазину чисту білизну. Невдовзі її відпускають. Вона вирішує повернутися до Джеймса, якого, зрештою, знаходить у тому ж кафе, де востаннє покинула його. Вони миряться та вирішують продовжити свою подорож у пошуках батька Аліси. Поліція знаходить знаряддя вбивства. |           |                                |              |                |
| 6 | Епізод 6  | Люсі Черняк                    | Чарлі Ковелл | 24 жовтня 2017 |
| Джеймс викрадає машину, завівши її без ключа, однак коли в них закінчується пальне, вони вимушені зупинитися на заправці, де зачиняють у вбиральні менеджера заправки, Джойселін, яка запідозрила, що підлітки викрали машину та не мають при собі жодних грошей. Здійснити це вдалось завдяки Джеймсу, який вдав, що має при собі пістолет, а також завдяки робітнику Фродо, який не перешкоджав їм, позаяк Джойселін всіляко принижувала його. Джеймс та Аліса тікають, залишивши Фродо, який також захотів долучитися до їхньої подорожі. Нун та Донаг'ю приходять до Флори з питаннями щодо її сина, запитують про старі звинувачення в сексуальному насильстві. Вона відхиляє таку можливість та наполягає на тому, щоб вони пішли. Аліса дзвонить Гвен та повідомляє, що більше не планує повертатися додому. Передумавши, Флора приходить до поліцейського відділку та передає їм відеокамеру з доказами проти її сина. Джеймс та Аліса знаходять Леслі, який живе у трейлері поблизу узбережжя. |           |                                |              |                |
| 7 | Episode 7 | Чарлі Ковелл                   | Чарлі Ковелл | 24 жовтня 2017 |
| Джеймс дає можливість Алісі та Леслі налагодити нормальні стосунки один з одним. Невдовзі стає відомо, що Леслі наркодилер та людина сумнівної репутації. Тоні, Гвен та Філу показують запис з відеокамер заправки, яку пограбували підлітки. Детективи Нун та Дареґо спостерігають за старим помешканням Леслі, припускаючи, що підлітки ще не встигли туди навідатись. Згодом стає відомо, що Леслі має ще одну сім'ю та не приділяє своєму сину належної уваги. |           |                                |              |                |
| 8 | Епізод 8  | Люсі Черняк                    | Чарлі Ковелл | 24 жовтня 2017 |
| Джеймс розуміє, що пограбування заправки потрапило на відеокамери і їх невдовзі знайдуть. Вони вирішують втекти на катері батька Аліси, але не встигають реалізувати свій план. Одній з поліцейських вдається знайти підлітків у трейлері Леслі. Вона намагається переконати Джеймса здатися, позаяк йому цього дня виповнилося вісімнадцять і будь-який супротив матиме негативні наслідки. Усвідомивши, що його рано чи пізно затримають, Джеймс вирішує виставити себе викрадачем Аліси, взявши на себе усю вину. Він хапає обріз батька Аліси і втікає до берегу моря. Його переслідує поліція, чутно постріл, екран темніє. |           |                                |              |                |

### Сезон 2
| № | Епізод    | Режисер         | Сценарист    | Дата показу      |
| --- | --------- | --------------- | ------------ | ---------------- |
| 1 | Епізод 1  | Люсі Форбс      | Чарлі Ковелл | 5 листопада 2019 |
| Дівчина Бонні, яка сиділа за ґратами за вбивство, виходить на волю, прагнучи помститися своїм кривдникам.                              |           |                 |              |                  |
| 2 | Епізод 2  | Люсі Форбс      | Чарлі Ковелл | 5 листопада 2019 |
| Аліса та Джеймс намагаються впоратися із наслідками вчинків дворічної давнини.                                                         |           |                 |              |                  |
| 3 | Епізод 3  | Люсі Форбс      | Чарлі Ковелл | 5 листопада 2019 |
| Після ніякової зустрічі у кав'ярні Алісу переповнюють сумніви напередодні важливого дня.                                               |           |                 |              |                  |
| 4 | Епізод 4  | Люсі Форбс      | Чарлі Ковелл | 5 листопада 2019 |
| Через пробиту шину трійця змушена шукати прихистку у віддаленому мотелі.                                                               |           |                 |              |                  |
| 5 | Епізод 5  | Дестіні Екарага | Чарлі Ковелл | 5 листопада 2019 |
| Поки Бонні намагається замести сліди та розібратися із раною, Джеймс старається збагнути, які насправді стосунки у нього з Алісою.     |           |                 |              |                  |
| 6 | Епізод 6  | Дестіні Екарага | Чарлі Ковелл | 5 листопада 2019 |
| Аліса намагається владнати домашні справи, Джеймс розробляє новий життєвий план, а Бонні з новими силами повертається до свого задуму. |           |                 |              |                  |
| 7 | Episode 7 | Дестіні Екарага | Чарлі Ковелл | 5 листопада 2019 |
| Джеймс дізнається про справжні наміри Бонні та мчить на допомогу Алісі, у кав'ярні триває напружена розмова.                           |           |                 |              |                  |
| 8 | Епізод 8  | Дестіні Екарага | Чарлі Ковелл | 5 листопада 2019 |
| У відчаї, переслідувана видіннями з будинку Клайва Хріна, Аліса несподівано зникає, через що Джеймс починає панікувати.                |           |                 |              |                  |

## Критика
Кінець ї***ого світу отримав схвальні відгуки критиків. Станом на початок 2018 року серіал має 100 % схвалення на агрегаторі рецензій Rotten Tomatoes, ґрунтуючись на 13 відгуках. На сайті Metacritic, на базі 10 рецензій, серіал має 82 бали зі 100, що означає «загальне схвалення».
Оглядач із The Hollywood Reporter Деніел Фінберґ похвалив сценарій, саундтрек та акторську гру Алекса Лотера та Джессіки Барден, назвавши серіал «найчорнішою експортною коштовністю Великої Британії». Келлі Лоулерр із USA Today назвала серіал «божевільним задоволенням», високо оцінила гру Лотера та Барден і похвалила сюрреалістичну концепцію серіалу та її виконання.
Оглядач сайту mrpl.city Іван Синєпалов розташував серіал на 4 місці у переліку найкращих абсурдних серіалів. Також він стверджує, що «це перший серіал, що було озвучено українською без показової манірності: герої розмовляють, як і в оригіналі, не цураючись дзвінкого і грубого матюччя. Соромно було б вилизувати лексику у серіалі із такою промовистою назвою».